# 7ORDER
7ORDER（日語：セブンオーダー）是日本6人組歌唱組合。成立於2016年，原名Love-tune，曾是日本杰尼斯事务所旗下沒有正式出道的偶像男子音乐组合，由七名前小杰尼斯组成。2019年以「7ORDER project」名義，改名7ORDER活動，並於2021年1月13日發行專輯出道，唱片公司為日本哥倫比亞唱片。

## 组合概况
这个组合名源自组成时的四名成员希望用表示“声音”的词语作为组合名。当时候选的名称还有和等。在日读音中，要读成，而不是。 整个组合名由英语中的“（爱）”和“（音调）”组成，但是整个组合名并非两个独立的单词，而是一个生造词。的为小写并用连字号“-”与前面的相连。 作为对于组合名的第一印象，安井谦太郎和真田佑马对于组合名里出现一方面感到吃惊，但另一方面也觉得给观众留下了良好印象。而森田美勇人和萩谷慧悟则觉得在感受了所谓的偶像感之后，觉得这个团名很“不错”。团员们都很喜欢这个团名。
在舞台表演的时候多采用乐队形式，这在其他小杰尼斯组合里很少见到。对此，萩谷慧悟表示“这不是一支乐队组合，而是一种武器”。 此外，森田美勇人的舞蹈、真田佑马的舞台剧、萩谷慧悟的乐器、安井谦太郎的主持都在各自领域内表现优秀，他们都有着各自的坚持。
於2018年11月30日，收費網站「傑尼斯Jr.情報局」公報真田佑馬、諸星翔希、萩谷慧悟、阿部顯嵐及長妻怜央即日退社、森田美勇人於同年12月31日離開、而安井谦太郎於2019年3月31日退出。
於2019年5月22日晚上，七名成員發出預告，並於2019年5月23日在網上公佈組成7ORDER project重新出發。
2023年6月14日宣布森田美勇人離開組合。
2024年12月29日宣布隔年5月末起阿部顯嵐從組合畢業。

## 组合成员
以下资料出自富士电视台节目《小杰尼斯图鉴》， 以出生年月排序。
| 姓名       | 日语原名            | 出生年月       | 血型 | 出身地   | 乐队担当    | 代表色 | 備註              |
| ---------- | ------------------- | -------------- | ---- | -------- | ----------- | ------ | ----------------- |
| 安井谦太郎 | ／ Yasui Kentarou   | 1991年7月21日  | A型  | 神奈川县 | 声乐        | 粉色   | 隊長              |
| 真田佑马   | ／ Sanada Yūma      | 1992年11月21日 | O型  | 东京都   | 吉他        | 紅色   |                   |
| 诸星翔希   | ／ Morohoshi Shouki | 1994年10月13日 | A型  | 神奈川县 | 萨克斯风    | 橘色   |                   |
| 萩谷慧悟   | ／ Hagiya Keigo     | 1996年11月7日  | O型  | 埼玉县   | 爵士鼓      | 綠色   |                   |
| 长妻央     | ／ Nagatsuma Reo    | 1998年6月5日   | A型  | 茨城县   | 电子琴      | 藍色   | 副隊長            |
| 已退出成員 |                     |                |      |          |             |        |                   |
| 森田美勇人 | ／ Morita Myūto     | 1995年10月31日 | A型  | 东京都   | 贝斯        | 黃色   | 2023年6月14日退出 |
| 阿部显岚   | ／ Abe Aran         | 1997年8月30日  | A型  | 东京都   | 声乐 / 吉他 | 紫色   | 2025年5月31日畢業 |

## 组合简历
不受傑尼斯上層的寵愛，再加上傑尼斯新規，因此決意退所後重新組團自行出道。

## 音乐作品

### 單曲
1. 雨が始まりの合図 / SUMMER様様（2021年7月7日）
2. レスポール（2022年3月30日）
3. Power（2022年8月24日）
4. Growing up / 爛漫（2022年11月16日）

### 數位單曲
1. BOW!! / タイムトラベラー（2019年1月18日）
2. Sabãoflower（2020年3月6日）
3. GIRL（2020年5月23日）
4. agitate（2021年11月26日）
5. もしも（2021年12月24日）

### 原創專輯
1. ONE（2021年1月13日）
2. Re:ally?（2022年2月2日）
3. DUAL（2023年3月8日）

## 影像作品

### 演唱會
1. UNORDER（2021年1月13日）
2. WE ARE ONE（2021年7月7日）
3. 7ORDER 武者修行TOUR〜NICE“TWO”MEET YOU〜（2022年2月2日）
4. "Date with......."7ORDER LIVE TOUR 2021-2022（2022年6月29日）

### 舞台
1. 舞台「7ORDER」（2020年3月16日）
2. RADICAL PARTY -7ORDER-（2020年8月24日）
3. 27 -7ORDER-（2020年9月28日）

## 演出作品

### 舞台剧
- 《杰尼斯银座2016》（2016年5月6日、21日－22日、31日；创新剧院（日语：シアタークリエ））[10]

- 《DREAM BOYS》（2016年9月3日－30日；帝国剧场）[11]

- 《杰尼斯全明星岛（日语：JOHNNYS' World -ジャニーズ・ワールド-）》（2016年12月3日－2017年1月24日；帝国剧场）[12]

- 《杰尼斯银座2017》（2017年5月11日－17日；创新剧院）[13]

- 《杰尼斯你和我岛（日语：JOHNNYS' World -ジャニーズ・ワールド-）》（2017年9月6日－30日；帝国剧场）[14][15]

- 《杰尼斯新年快乐岛（日语：JOHNNYS' World -ジャニーズ・ワールド-）》（2018年1月1日－27日；帝国剧场）[16]

### 音乐节目
- 《The少年俱乐部》（2016年－2018年5月11日；NHK BS Premium）

### 综艺节目
- 《小杰尼斯图鉴（日语：ジャニーズJr.dex）》（2017年10月21日－2018年3月3日；富士电视台）[17]

### 广告
- Cygames《偶像大师系列》（2016年）[18]

### 活动
- 杰尼斯大运动会（2017年4月16日；东京巨蛋）[19]